# Intermission: The Greatest Hits
Intermission: The Greatest Hits (por vezes chamado só de Intermission) é o sétimo álbum da banda dC Talk. É uma compilação de algumas músicas dos álbuns anteriores, incluindo o mais conhecido, Jesus Freak.
As canções "Chance" e "Sugar Coat It", juntamente com o remix de "Say The Words", foram gravadas especialmente para este álbum.
Este é o último álbum dos dc Talk que contém músicas novas.

## Faixas
1. "Say the Words (Now)"
  - Versão original do álbum Free at Last de 1992
2. "Colored People"
  - Do álbum Jesus Freak de 1995
3. "Jesus Is Just Alright"
  - Versão original do álbum Free at Last de 1992
4. "Between You and Me"
  - Do álbum Jesus Freak de 1995
5. "Mind's Eye"
  - Do álbum Jesus Freak de 1995
6. "Consume Me"
  - Do álbum Supernatural de 1998
7. "My Will"
  - Do álbum compilação Exodus de 1998
8. "In the Light"
  - Do álbum Jesus Freak de 1995
9. "Mr. Morgan" (Act 1)
  - Nova faixa
10. "Socially Acceptable"
  - Do álbum Free at Last de 1992
11. "Luv Is a Verb"
  - Do álbum Free at Last de 1992
12. "Supernatural"
  - Do álbum Supernatural de 1998
13. "Jesus Freak"
  - Do álbum Jesus Freak de 1995
14. "The Hardway" (Remix)
  - Versão original do álbum Free at Last de 1992
15. "What if I Stumble"
  - Do álbum Jesus Freak (álbum)|Jesus Freak de 1995
16. "I Wish We'd All Been Ready"
17. "Chance*"
  - Nova faixa
18. "Sugar Coat It*"
  - Nova faixa
19. "Mrs. Morgan" (Act 2)
  - Nova faixa